# توینز (گروه موسیقی)
توینز (به انگلیسی: TWiiNS) (زاده ۱۵ می ۱۹۸۶) گروه موسیقی اسلواکی است. آن ها دو خواهر دوقلو هستند.
آن ها در یوروویژن ۲۰۱۱ نماینده اسلواکی بودند.